# Stadthafen Hamm
Der Stadthafen Hamm ist ein trimodales Logistikzentrum und liegt am Datteln-Hamm-Kanal in der nordrhein-westfälischen Stadt Hamm. Er ist der zweitgrößte öffentliche Kanalhafen der Bundesrepublik Deutschland. Betreiber ist die Hafen Hamm GmbH, eine Tochter der Stadtwerke Hamm GmbH. Der Einzugsbereich des Hafens reicht weit über Hamm hinaus ins Münsterland, ins Sauerland und ins südliche Ostwestfalen sowie bis nach Hessen hinein und verbindet diese Regionen mit dem Europäischen Wasserstraßennetz sowie den Nord- und Ostseehäfen Deutschlands und der Niederlande.

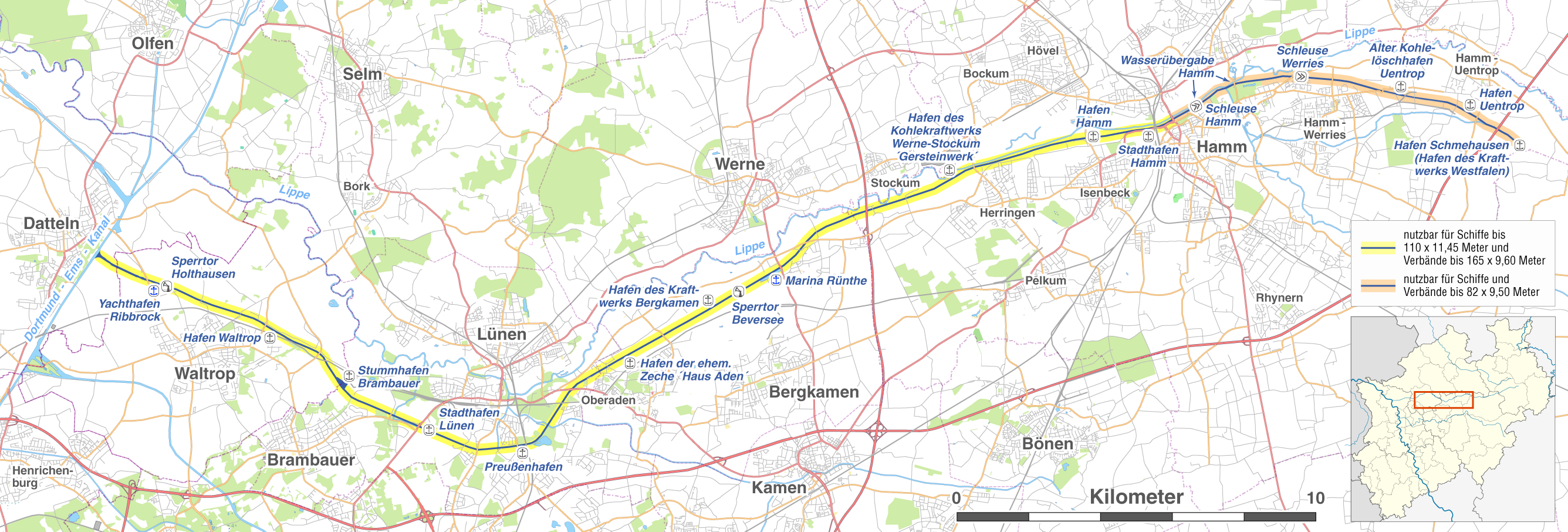
Lage des Hafens am Datteln-Hamm-Kanal

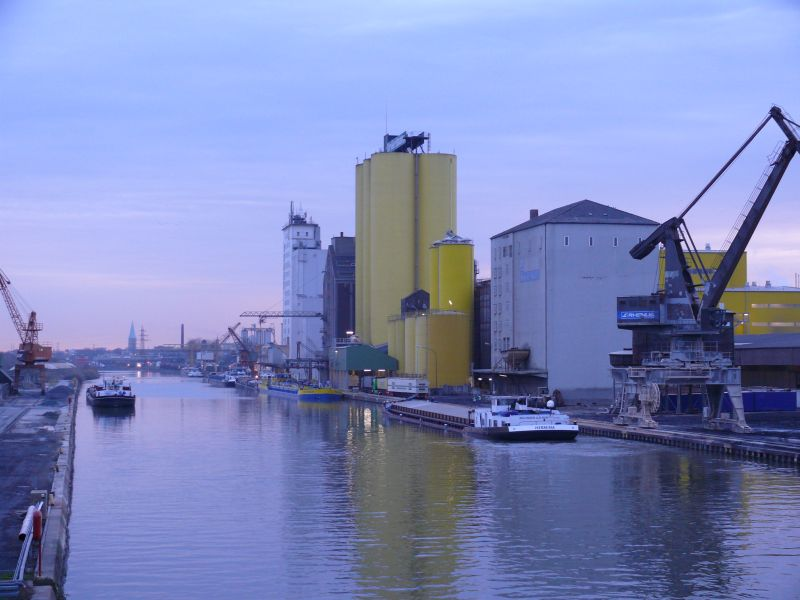
Stadthafen Hamm

Der Stadthafen Hamm ist Teil der Route der Industriekultur, Themenroute 7 (Industriekultur an der Lippe).

## Technische Daten
Die Hafenanlage ist als Parallelhafen zur Lippe angelegt worden, dessen Kailänge mit 3,4 km angegeben wird. Er weist heute eine Fläche von circa 6 km2 (600 ha) auf, davon entfallen 0,57 km2 (57 ha) auf die Wasserflächen im Hafengebiet. Derzeit kann der Hafen von Gütermotorschiffen mit einer Gesamtlänge von 110 Metern und einer Breite von 11,45 Metern bei einer Abladetiefe von 2,7 Metern angelaufen werden. Schubverbände sind bis zu einer Länge von 165 Metern zugelassen. Das Hafengelände wird zusätzlich von einer Hafenbahn mit 12 km Gleislänge und drei Diesellokomotiven erschlossen.

## Umschlaggüter und Lagerkapazitäten

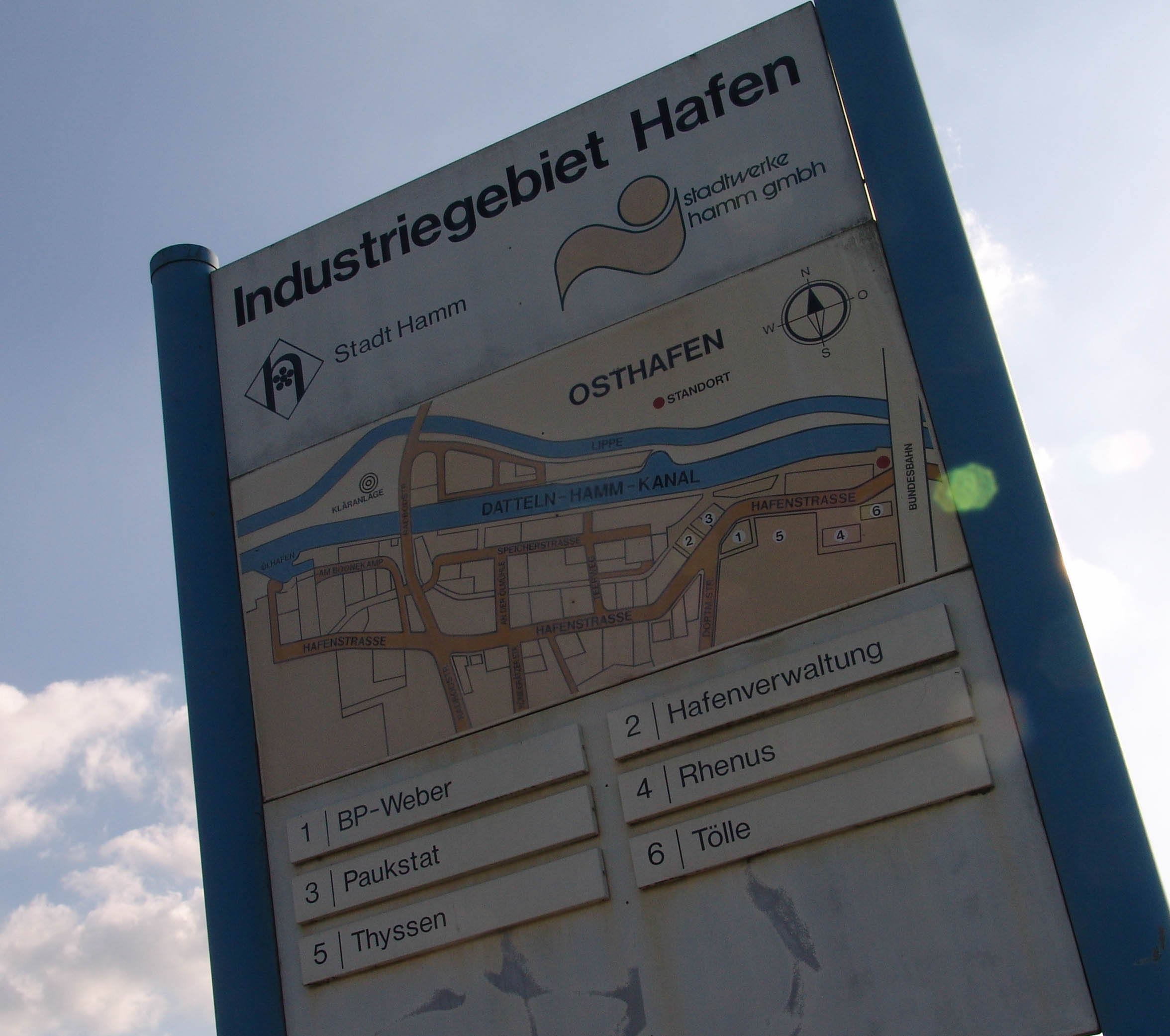
Industriegebiet

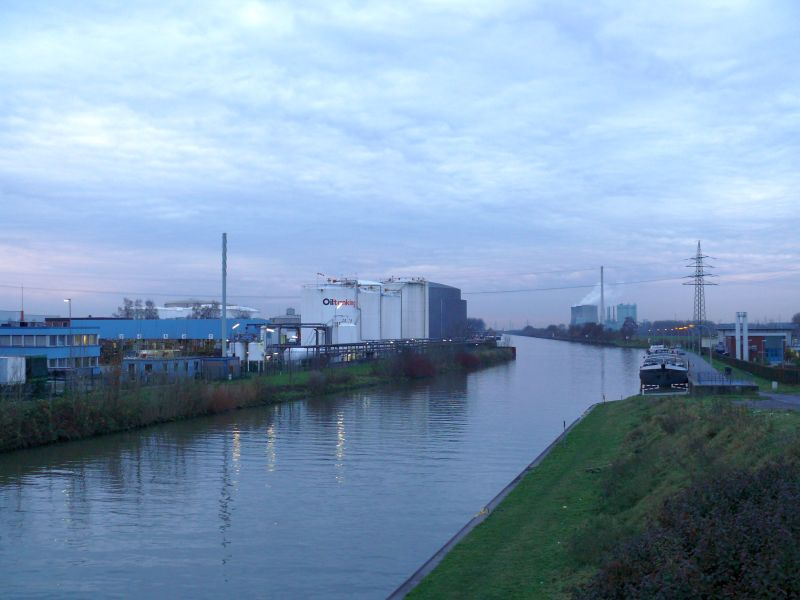
Stadthafen Hamm

Im Jahr 2007 wurden im Stadthafen 1723 Schiffe abgefertigt. 2008 wurden etwa 1.750.000 Tonnen Schiffsgüter gelöscht oder gebunkert und 750.000 Tonnen Bahngüter umgeschlagen. Die Steigerung zum Vorjahr gibt der Geschäftsbericht der Stadtwerke Hamm mit −4 % an. 2013 wurden nur noch 1,5 Mio. Tonnen umgeschlagen. In Hamm wird regelmäßig ein Fünftel bis ein Viertel der Gesamtgütermenge verlastet, die auf dem Datteln-Hamm-Kanal transportiert wird.
Die Hauptumschlaggüter sind Getreide, Nahrungs- und Futtermittel, sowie die Energieträger Kohle und Mineralöl, des Weiteren große Mengen Stahl, sowie Metall und Eisenabfälle, dabei handelt es sich zum Teil um Rohstoffe für die stahlverarbeitende Industrie. Weitere Hauptumschlaggüter sind Baustoffe, Steine, Erden und Erze, sowie Düngemittel und Produkte der Chemieindustrie.
|                       | Lagerkapazität |
| --------------------- | -------------- |
| Mineralöle und Benzin | 108.500 m3     |
| Ölsaaten              | 63.000 t       |
| Speiseöl              | 12.700 m3      |
| Leim                  | 4.530 m3       |
| Kies und Sand         | 2.900 t        |
| Lagerhallen           | 40.000 m3      |

Neben dem Stadthafen befinden sich weitere Häfen im Stadtgebiet Hamm, zusammen mit dem Stadthafen kamen sie 2007 auf einen Schiffsumschlag von 3,1 Mio. t.

## Geschichte

### Vor dem Kanalbau
Die Flussschifffahrt hatte im Handel in Europa schon seit Jahrtausenden eine wesentliche Bedeutung. Schon die Kelten nutzten die Flüsse, um Rohstoffe und Waren zu transportieren. Dies trifft auch auf die Zeit des römischen Imperiums für die Lippe zu. Archäologische Funde im benachbarten Bergkamen weisen auf einen entsprechenden Landeplatz am dortigen Römerlager hin. Diese Reste sind gleichzeitig die ältesten erhaltenen Hinweise auf eine der mit heutigen Schifffahrt vergleichbare, regelmäßige Nutzung der Lippe als Wasserstraße. Die spätere Hanse-Prinzipalstadt Hamm, die 1226 an der Mündung der Ahse in die Lippe gegründet wurde, nutzte von Beginn an den Fluss in vielfältiger Weise.
Jedoch erst zu Beginn des 19. Jahrhunderts wurde in Hamm ein neuzeitlicher Hafen angelegt und der Fluss erstmals ausgebaut, so dass 1826 das erste Schiff die Schleuse bei Hamm durchfuhr. Das Ereignis wurde dabei mit einem Salut aus Kanonen begrüßt. Der nun stärker werdende Schiffsverkehr erlitt einen starken Einbruch, nachdem 1846 die Eisenbahn Hamm erreicht hatte. Versuche mit der Dampfschifffahrt waren von der 1854 gegründeten „Rhein- und Lippe Schleppschiffahrts-Gesellschaft“ bereits 1856 wegen mangelnder Wirtschaftlichkeit aufgegeben worden. Ursächlich war neben der starken Konkurrenz durch die Cöln-Mindener Eisenbahn die beständige Veränderung der Lippe, welche die Schiffbarkeit beeinflusste und schließlich den Schiffsverkehr ab 1870 zum vollständigen Erliegen brachte. Bereits in den 1890er Jahren kaufte die Stadt ein Gelände von 172 Morgen Land beiderseits der Lippe, um eine neue Hafenanlage für die Lippeflussschifffahrt zu errichten. Die Schifffahrt in Hamm wurde jedoch am 17. Juli 1914 nicht über die Lippe, sondern über den neuen Kanal aufgenommen, der Hamm mit dem Dortmund-Ems-Kanal verband.

### Datteln-Hamm-Kanal
Mit der Fertigstellung des Datteln-Hamm-Kanals wurde in Hamm der Parallelhafen am Südufer angelegt und in Betrieb genommen. Die Stadt konnte ab diesem Zeitraum mit 600-t-Schiffen angefahren werden. Im ersten Betriebsjahr schlug der Hafen ca. 31.000 t um. 24 Jahre danach waren es schon  ca. 745.000 t. 1926 wurde der Kanal von Hamm nach Uentrop und Schmehausen verlängert, wo er heute im Kanalendhafen in Schmehausen endet. Der ursprünglich geplante Weiterbau nach Lippstadt wurde nie realisiert.
Die Bomben aus dem Zweiten Weltkrieg, die auch besonders den Industriestandort Hamm trafen und 60 % der Stadt zerstörten, sorgten für eine erneute Unterbrechung der Schifffahrt in Hamm. Der Kanal konnte erst 1946 nach Reparaturen für den Verkehr wieder freigegeben werden.
Die wirtschaftliche Entwicklung des Hafens war jedoch nur kurz unterbrochen worden, bereits im Jahr 1951 erreichte der Hafen die Umschlagzahlen der Vorkriegszeit. Das schnelle Wirtschaftswachstum der Nachkriegszeit sorgte auch für die Erweiterungen des Hafens: 1960 der Nordhafen, 1971 der Ölhafen und 1993/94 schließlich die Erweiterung des Westhafens.
Die Betriebe, die im Bereich des Hafens angesiedelt sind, induzieren heute etwa 2.000 Arbeitsplätze in das Mittelzentrum Hamm.

## Ausbau
Durch den Ausbau des Datteln-Hamm-Kanals und des Hafens auf Europa-Norm wird es künftig Schiffen bis zu einer Länge von 135 m und Schubverbänden bis zu einer Gesamtlänge von 186,5 m möglich sein, den Hafen Hamm zu erreichen. Im Rahmen des Ausbaus sind eine Verbreiterung des Kanals nach Norden um 5 m, die Anlage neuer Liegeplätze und der Ersatz der nördlichen Kaimauer durch eine Spundwand vorgesehen. Zusätzlich wird das Wendebecken vergrößert. Der Hafen selbst bemüht sich durch die Ansiedlung neuer Futter- und Düngemittelmischwerke um weitere Umschlagsmengen.

## Weitere Häfen in Hamm

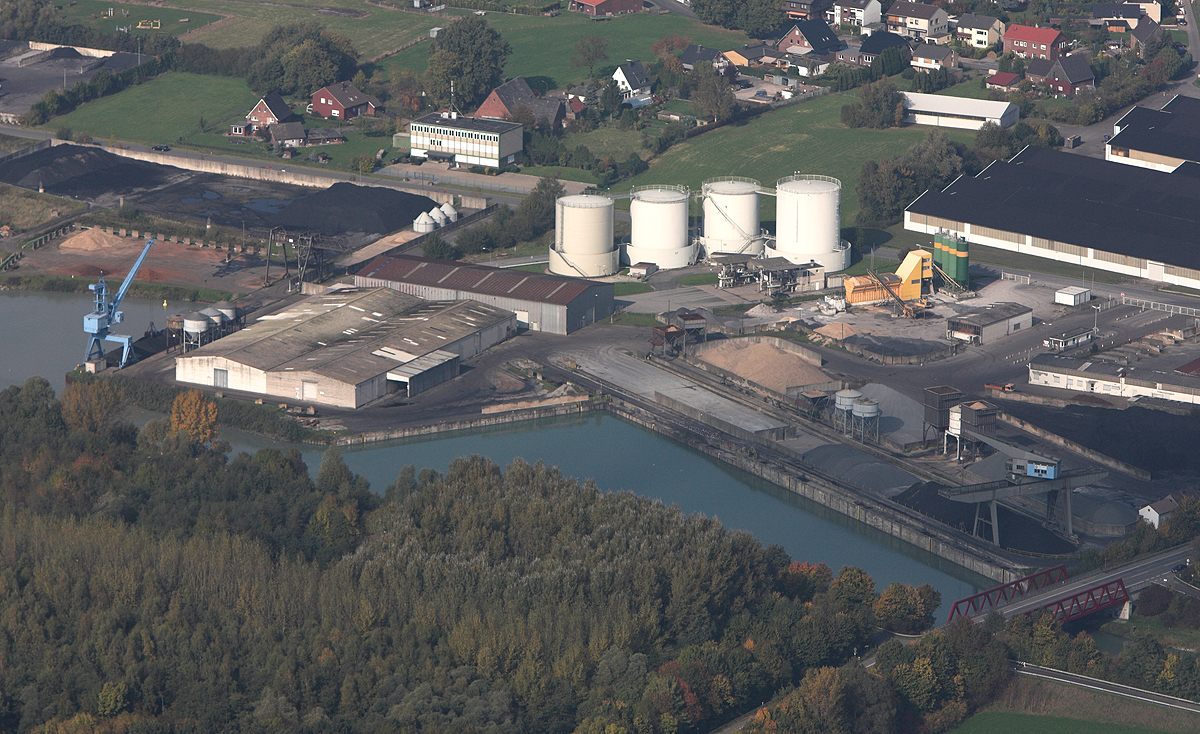
Luftbild des Hafens in Hamm-Uentrop, nahe dem Ende des Kanals

Neben den Häfen der RWE Power AG am Kraftwerk Gersteinwerk und am Kraftwerk Westfalen befindet sich im Stadtgebiet noch der Umschlaghafen der Rheinisch-Westfälischen Baustoff und Speditionsgesellschaft Ruhrmann GmbH & Co in Hamm-Uentrop. Nicht mehr in Betrieb sind der Kohleumschlaghafen Uentrop der stillgelegten Zeche Westfalen und der alte Zechenumschlag von Schacht Franz des Bergwerkes Ost, welches 2010 geschlossen wurde.